# Liberals (Suècia)
Els Liberals (en suec: Liberalerna, L), anteriorment conegut com a Partit Popular Liberal (suec: Folkpartiet liberalerna) és un partit polític liberal suec.

## Història
Després de les eleccions generals sueques de 2022, el bloc de dretes va obtenir la majoria al Riksdag, fet que va portar a l'elecció del moderat Ulf Kristersson com a primer ministre el 17 d'octubre del 2022 en un govern de coalició de Partit Moderat, Democristians i Liberals.

## ideologia
Històricament el partit es situa al centre del panorama polític suec, disposat a cooperar tant amb l'esquerra política com amb la dreta, tot i que des de la dècada del 2000, els lideratges de Lars Leijonborg i Jan Björklund es van posicionar més cap a la dreta, afavorint coalicions de govern, primer a l'Aliança de Fredrik Reinfeldt del 2006 al 2014, i posteriorment al 2022 sota el Primer Ministre Ulf Kristersson.

## Resultats electorals

### Riksdag
| Any  | Líder            | Vots    | %         | Escons   | +/– | Govern                  |
| ---- | ---------------- | ------- | --------- | -------- | --- | ----------------------- |
| 1936 | Gustaf Andersson | 376,161 | 12.9 (#4) | 27 / 230 | 3   | Oposició                |
| 1940 | Gustaf Andersson | 344,113 | 12.0 (#3) | 23 / 230 | 4   | Coalició                |
| 1944 | Gustaf Andersson | 398,293 | 12.9 (#4) | 26 / 230 | 3   | Coalició (1944–45)      |
| 1944 | Gustaf Andersson | 398,293 | 12.9 (#4) | 26 / 230 | 3   | Oposició (1945–48)      |
| 1948 | Bertil Ohlin     | 882,437 | 22.7 (#2) | 57 / 230 | 31  | Oposició                |
| 1952 | Bertil Ohlin     | 924,819 | 24.4 (#2) | 58 / 230 | 1   | Oposició                |
| 1956 | Bertil Ohlin     | 923,564 | 23.8 (#2) | 58 / 231 | =   | Oposició                |
| 1958 | Bertil Ohlin     | 700,019 | 18.2 (#3) | 38 / 231 | 20  | Oposició                |
| 1960 | Bertil Ohlin     | 744,142 | 17.5 (#2) | 40 / 232 | 2   | Oposició                |
| 1964 | Bertil Ohlin     | 720,733 | 17.0 (#2) | 43 / 233 | 3   | Oposició                |
| 1968 | Sven Wedén       | 688,456 | 14.3 (#3) | 34 / 233 | 9   | Oposició                |
| 1970 | Gunnar Helén     | 806,667 | 16.2 (#3) | 58 / 350 | 24  | Oposició                |
| 1973 | Gunnar Helén     | 486,028 | 9.4 (#4)  | 34 / 350 | 24  | Oposició                |
| 1976 | Per Ahlmark      | 601,556 | 11.1 (#4) | 39 / 349 | 5   | Coalició (1976–78)      |
| 1976 | Per Ahlmark      | 601,556 | 11.1 (#4) | 39 / 349 | 5   | Minoria (1978–79)       |
| 1979 | Ola Ullsten      | 577,063 | 10.6 (#4) | 38 / 349 | 1   | Coalició                |
| 1982 | Ola Ullsten      | 327,770 | 5.9 (#4)  | 21 / 349 | 17  | Oposició                |
| 1985 | Bengt Westerberg | 792,268 | 14.2 (#3) | 51 / 349 | 30  | Oposició                |
| 1988 | Bengt Westerberg | 655,720 | 12.2 (#3) | 44 / 349 | 7   | Oposició                |
| 1991 | Bengt Westerberg | 499,356 | 9.1 (#3)  | 33 / 349 | 11  | Coalició                |
| 1994 | Bengt Westerberg | 399,556 | 7.2 (#4)  | 26 / 349 | 7   | Oposició                |
| 1998 | Lars Leijonborg  | 248,076 | 4.7 (#6)  | 17 / 349 | 9   | Oposició                |
| 2002 | Lars Leijonborg  | 710,312 | 13.4 (#3) | 48 / 349 | 31  | Oposició                |
| 2006 | Lars Leijonborg  | 418,395 | 7.5 (#4)  | 28 / 349 | 20  | Coalició                |
| 2010 | Jan Björklund    | 420,524 | 7.1 (#4)  | 24 / 349 | 4   | Coalició                |
| 2014 | Jan Björklund    | 336,977 | 5.4 (#7)  | 19 / 349 | 5   | Oposició                |
| 2018 | Jan Björklund    | 355,546 | 5.5 (#7)  | 20 / 349 | 1   | Suport extern (2018–21) |
| 2018 | Jan Björklund    | 355,546 | 5.5 (#7)  | 20 / 349 | 1   | Oposició (2021–22)      |
| 2022 | Johan Pehrson    | 297,566 | 4.61 (#8) | 16 / 349 | 4   | Coalició                |

### Parlament Europeu
| Any  | Líder             | Vots    | %         | Escons | +/– | Grup |
| ---- | ----------------- | ------- | --------- | ------ | --- | ---- |
| 1995 | Hadar Cars        | 129,376 | 4.8 (#6)  | 1 / 22 | Nou | ELDR |
| 1999 | Marit Paulsen     | 350,339 | 13.8 (#4) | 3 / 22 | 2   | ALDE |
| 2004 | Cecilia Malmström | 247,750 | 9.9 (#5)  | 2 / 19 | 1   | ALDE |
| 2009 | Marit Paulsen     | 430,385 | 13.6 (#3) | 3 / 18 | 1   | ALDE |
| 2014 | Marit Paulsen     | 368,514 | 9.9 (#4)  | 2 / 20 | 1   | ALDE |
| 2019 | Karin Karlsbro    | 171,419 | 4.1 (#8)  | 1 / 20 | 1   | RE   |
| 2024 | Karin Karlsbro    | 183,675 | 4.38 (#8) | 1 / 21 | =   | RE   |

## Líders del partit
| Líder            | Inici del mandat       | Deixà el mandat        |
| ---------------- | ---------------------- | ---------------------- |
| Gustaf Andersson | 1935                   | 28 de setembre de 1944 |
| Bertil Ohlin     | 28 de setembre de 1944 | 1967                   |
| Sven Wedén       | 1967                   | 26 de setembre de 1969 |
| Gunnar Helén     | 1969                   | 7 de novembre de 1975  |
| Per Ahlmark      | 7 de novembre de 1975  | 4 de març de 1978      |
| Ola Ullsten      | 4 de març de 1978      | 1 d'octubre de 1983    |
| Bengt Westerberg | 1 d'octubre de 1983    | 4 de febrer de 1995    |
| Maria Leissner   | 4 de febrer de 1995    | 15 de març de 1997     |
| Lars Leijonborg  | 15 de març de 1997     | 7 de setembre de 2007  |
| Jan Björklund    | 7 de setembre de 2007  | 28 de juny de 2019     |
| Nyamko Sabuni    | 28 de juny de 2019     | 8 d'abril de 2022      |
| Johan Pehrson    | 8 d'abril de 2022      | 24 de juny de 2025     |
| Simona Mohamsson | 24 de juny de 2025     | En el càrrec           |